# Калісь
Калісь (пол. Kaliś) — село в Польщі, у гміні Вольбром Олькуського повіту Малопольського воєводства.
Населення — 203 особи (2011).
У 1975-1998 роках село належало до Катовицького воєводства.

## Демографія
Демографічна структура станом на 31 березня 2011 року:
|          | Загалом | Допрацездатний вік | Працездатний вік | Постпрацездатний вік |
| -------- | ------- | ------------------ | ---------------- | -------------------- |
| Чоловіки | 99      | 20                 | 67               | 12                   |
| Жінки    | 104     | 22                 | 62               | 20                   |
| Разом    | 203     | 42                 | 129              | 32                   |